# San Juan Bautista de Rossi (título cardenalicio)
San Juan Bautista de Rossi es un título cardinalicio instituido por el Papa Pablo VI en el 1969.
El título recae sobre la iglesia de San Juan Bautista de Rossi en el barrio romano del Appio-Latino, parroquia desde 1940.

## Titular
- John Joseph Carberry (30 de abril de 1969 - 17 de junio de 1998 fallecido)
- Julio Terrazas Sandoval, C.ss.R. (21 de febrero de 2001 - 9 de diciembre de 2015 fallecido)
- John Ribat, M.S.C., del 19 de noviembre de 2016